# Беньо Цонев
Беньо Стефанов Цонев е български езиковед-славист, един от създателите на българската филология, специалист по история на българския език, диалектолог и палеограф, първият съставител на опис на ръкописите в Народна библиотека „Св. св. Кирил и Методий“.

## Биография

### Произход и образование
Роден е на 12 януари 1863 г. в Ловеч.  Завършва прогимназия в родния си град през 1876 г. Получава стипендия и завършва с отличен успех класическата гимназия в Загреб през 1884 г. Работи 1884 – 1886 г. като учител в Петропавловската духовна семинария край Лясковец и в Ломската гимназия. През 1886 – 1888 г. следва славистика във Виенския университет при Ватрослав Ягич, след това в Лайпциг като ученик на проф. Август Лескин. Доктор по славистика, романистика и философия на Лайпцигския университет (1890).

### Преподавателска дейност
След завръщането си в София чете лекции във Висшето училище (от 1890 г.) и преподава в Софийската държавна гимназия. От 1893 г. е избран за доцент, а от 1895 г. е професор в Катедрата по история на българския език. Декан на Историко-филологическия факултет през учебните 1897/98, 1905/1906, 1909/1910, 1912/1913, 1916/1917. Ректор на Университета през учебната 1910/1911. С университета е свързана основната научна и преподавателска дейност на Беньо Цонев, като чете лекции главно по история на българския език и диалектология. Член на бившето Книжовно дружество от 1892 г. Действителен член на БАН от 1900 г.

### Научноизследователска и творческа дейност
Беньо Цонев се изявява най-вече като историк на българския език и като изследовател на българската диалектология. През цялата си научна кариера е издирвал и проучвал връзките между старобългарския език, запазен в средновековните писмени паметници, и живите говори на съвременния български език.
От ранните произведения на Беньо Цонев трябва да бъде отбелязано проучването му „За ударението в българския език, сравнено с ударението в другите югоизточни славянски езици“, което съставлява съществен принос към славянската акцентология.
Главна цел, на която Беньо Цонев подчинява енергията си на учен и изследовател, е написването на пълна история на българския език. В статията „Увод към историята на българския език“ той определя три главни задачи, към разрешаването на които трябва да се насочат българските езиковеди: „1. Да се установи какъв е бил българският език, когато се отделя от другите нему сродни езици. 2. Как се менява и развива българският език, докато живее отделно и само за себе си. 3. Какъв е сега българският език след всичките си менитби“. Изчерпателен и точен отговор на тези въпроси Беньо Цонев започна да дава в много свои проучвания и по този начин подготвя здрави основи за създаване на научна история на българския език. Само първият том на замислената от него многотомна история на българския език излиза приживе му – през 1919 г. Многобройните езиковотворчески и диалектоложки изследвания на Беньо Цонев са събрани и издадени след неговата смърт от ученици и колеги като втори и трети том на „История на българския език“. Това изключително негово начинание е продължено и довършено достойно от Стефан Младенов.
Беньо Цонев е привърженик на историческия подход при разглеждане на езиковите факти. Негови са описанията на редица известни днес на научната общност славянски ръкописни сбирки, както и изданията на множество стари български писмени паметници. През 1905 г. излиза описанието му на Кюстендилското четвероевангелие, а на следващата година (1906) като книга 1 от поредицата „Български старини“, издавана от Археографската комисия при Министерството на просветата, обширното палеографско и езиково описание на Добрейшовото четвероевангелие – среднобългарски паметник от XIII век. Като книга 4 на тази поредица Беньо Цонев издава и Врачанско евангелие от XIII век.
Друг важен аспект в дейността на Беньо Цонев са кодиколожките и палеографските му изследвания на славянски ръкописи от Средновековието и османския период: неговите описи на ръкописната сбирка на Рилския манастир, ръкописните и старопечатни книги в Народната библиотека в София, на славянските ръкописи и старопечатни книги в Пловдивска народна библиотека и библиотеката на Българската академия на науките, на славянски ръкописи в Югославянската библиотека в Загреб, Кралската библиотека в Берлин и други известни книгохранилища.
Българската диалектология съставлява постоянен и траен интерес за Беньо Цонев. За него диалектите са и първоизточник в изясняване на историческия развой на езика, и средство, с помощта на което съвременният книжовен език може да се обогати и устрои. Голяма негова заслуга е съставянето на „Програма за изучаване на българските народни говори“, с която активизира диалектните проучвания в България. С тази програма той дава възможност на свои студенти и последователи да направят описания на диалектите на много селища и по такъв начин да дадат конкретни факти за младата българска диалектоложка наука. Сам той по време на многобройните си командировки из страната проучва редица особености на българската диалектна реч и пръв установява важни диалектни граници и класификации на говорите. По време на Първата световна война, Беньо Цонев е поканен и участва в Научната експедиция в Македония и Поморавието. През годините 1916, 1917 и 1918, когато Поморавието е в рамките на Моравската военноинспекционна област, той извършва проучвания на тъй наречените преходни говори. През 1918 г. излиза първо с обобщен доклад озаглавен „Резултати от моите изследвания на моравските говори през 1916 – 1917 г.“, а впоследствие излиза и книгата му „Произход, име и език на моравците“. Беньо Цонев след проучванията си на място, застъпва тезата, че моравския говор е краен западнобългарски говор както по етимология, така и по езикови характеристики и особености. Според гласната, която е застъпник на старобългарската голяма носовка в българската езикова територия, той определя пет говорни групи: ъ – говори (ръка, зъб, дъб, мъж), а – говори (рака, заб, даб, маж), о – говори (рока, зоб, доб, мож), е – говори (река, зеб, деб, меж) и у – говори (рука, зуб, дуб, муж). Беньо Цонев очертава точно по селища и тъй наречената „ятова граница“, която по изговора например бял-бел разделя българското езиково пространство на две основни наречия – източнобългарско и западнобългарско.
Взаимните връзки между българския език и другите, най-вече съседни и сродни езици, също са предмет на изследване и внимание от страна на Беньо Цонев. На тези връзки, стари и по-нови, той посвещава редица свои студии.
Важна част от езиковедската дейност на Беньо Цонев е посветена на въпросите за правописа и книжовния език. Много са неговите статии, публикувани във вестници и списания, в които той обяснява и предлага как може да се стигне до правилност, благозвучие и изразителност в устната и писмената реч на българина. В част от тези свои статии, той прилага резултатите, до които е стигнал в своите проучвания върху развитието на българския писмен и говорим език. Беньо Цонев е съавтор на „Български тълковен речник“ – първия речник, който си постави задача да представи пълно речниковото богатство на българския език.
Характерна особеност за научната дейност на Беньо Цонев е свързването на езиковото развитие с литературната и творческа дейност на видни български книжовници и писатели, включително Паисий Хилендарски, и предимно тези живели преди него, които са създатели на тъй наречената „дамаскинска книжнина“. В списанията и вестниците от началото на XX век, и особено в списание „Български преглед“, един от редакторите на което е и той, се появяват много критични статии и рецензии по стилистика, теория на прозата и поезията, придружени от редица анализи и оценки за литературната дейност на Иван Вазов, Петко Тодоров, Тодор Влайков и други български писатели. Първото издание на Алековите пътни впечатления от Америка излиза придружено от негова бележка. През 1908 г. написва текста на туристически марш, наречен „Песен походница“.

### Обществена дейност
Заниманията и интересите на Беньо Цонев не се ограничават само с университетската наука. Той взема активно участие в културния живот на страната, редактира списания, изнася сказки, проявява се и като добър преводач. Многобройни са неговите прозаични и поетични преводи от руски, френски и сърбохърватски език. Той превежда на български език произведения на Емил Зола, Алфонс Доде, Виктор Юго, П. Прадович и други чуждестранни автори.
Научната дейност на Беньо Цонев е свързана с българския език, взет в най-широкия смисъл на думата – история, българска диалектология, палеография, граматика, правопис, правоговор. Във всички тези области той остави в наследство на българското езикознание едни от най-ценните и трайни изследвания. С цялата си научна и книжовна дейност като професор, редактор и обществен деец, Беньо Цонев се нарежда на първо място измежду строителите на новата ни езиковедска наука и култура след Освобождението.

## Памет
Улици в София (Карта) и Ловеч носят неговото име. Регионалната библиотека в Ловеч е именувана „Проф. Беню Цонев“.
Провъзгласен за Почетен граждани на Ловеч от 15 февруари 2018 г. – посмъртно „за приноса му към духовното и културното развитие на града и региона и във връзка със 155-годишнина от неговото рождение“.

## Избрани трудове
- „За произхождението на ′Троянска притча′“. – Сборник за народни умотворения, т. 7, 1892, с. 224 – 244.
- „Програма за изучаване на българските народни говори“. – Сборник за народни умотворения, т. 16 – 17, 1900, с. 879 – 911.
- (изд.) Добрейшово четвероевангелие – среднобългарски паметник от XIII век. Български старини, том 1. София, 1906.
- Опис на ръкописите и старопечатните книги на Народната библиотека в София. Съст. Б. Цонев (Т. 1). София, 1910, също така т. 2 и т. 3. София.
- „Определени и неопределени форми в българския език. Ректорска реч, държана на 25.XI.1910“. Годишник на Софийския университет. Историко-филологически клон VII (1910/11), с. 1 – 18.
- „Кирилски ръкописи и старопечатни книги в Загреб“. – Сборник на Българската академия на науките, т. 1, 1911, с. 1 – 54.
- „От коя книжовна школа е излязъл Паисий Хилендарски“. – Славянски глас, год. 10, 1912, кн. 5 – 6, с. 165 – 174.
- „Един важен дамаскин от XVII век“. – Годишник на Софийския университет. Историко-филологически клон, т. 8 – 9, 1912/13, с. 1 – 5.
- (изд.) Врачанско евангелие. Среднобългарски паметник от ХІІІ век. София, 1914.
- „Кои новобългарски говори стоят най-близо до старобългарски в лексикално отношение“. – Списание на Българската академия, т. 11, 1915, с. 1 – 32.
- „Опис на ръкописите в Българската академия“. – Сборник на Българската академия, т. 6, 1916, с. 1 – 86.
- Резултати от моите изследвания на Моравските говори през 1916 – 17 г., С., 1917.
- Произход, име и език на Моравците, С., 1918.
- История на българския език. Том първи. А. Обща част. София, 1919.
- „Езикови взаимности между българи и руси“. Сборник А. К. Медведев. София, 1922, с. 35 – 51.
- „Книжовни старини от Елена“. Годишник на Софийския университет. Историко-филологически клон. т. 19. 1923, с. 1 – 61.
- История на българския език. Том втори. А. Обща част. Б. Специални части (посмъртно издание под ред. на проф. Ст. Младенов). София, 1934.
- История на българския език. Том трети и последен. Б. Специални части (посмъртно издание под ред. на проф. Ст. Младенов). София, 1937.